# Joe Hewitt
Joseph „Joe“ Hewitt (* 3. Mai 1881 in Chester; † 12. März 1971 in Liverpool) war ein im frühen 20. Jahrhundert aktiver englischer Fußballspieler. Er war Stürmer und spielte während des größten Teils seiner Karriere beim FC Liverpool.

## Leben
Der 1881 in Chester geborene Joe Hewitt begann seine Laufbahn beim AFC Sunderland. Im Januar 1904 wechselte er zum FC Liverpool. Obwohl er sich nach seinem Debüt am 13. Februar 1904 schnell in der ersten Mannschaft des Vereins etablierte, konnte er den Abstieg der Reds in die Second Division am Ende der Spielzeit 1903/04 nicht verhindern.
In der folgenden Saison gelang Liverpool der direkte Wiederaufstieg in die First Division, wobei Hewitt nur neun Spiele bestritt. In der darauffolgenden Saison 1905/06 aber wurde er zu einem wichtigen Spieler in der Mannschaft, als er in seinen 36 Spielen 24 Tore erzielte und damit bester Torschütze seiner Mannschaft war, die als Aufsteiger die Meisterschaft gewann.
Hewitt spielte noch vier Partien zu Beginn der Saison 1909/10 für Liverpool, wo er insgesamt 74 Tore in 164 Spielen erzielte. Danach spielte er eine Saison bei den Bolton Wanderers und beendete im Anschluss seine Profikarriere.
Nach dem Ende seiner Karriere als aktiver Spieler arbeitete Hewitt weiter beim FC Liverpool. Er starb 1971 im Alter von 89 Jahren.

## Erfolge
- Englischer Meister: 1905/06